# Люшер, Коринн
Коринн Люшер (фр. Corinne Luchaire, урождённая Росита Кристиана Иветта Люшер, фр. Rosita Christiane Yvette Luchaire; 11 февраля 1921, Париж - 22 января 1950, там же) - французская актриса второй половины 30-х годов XX века.

## Биография
Праправнучка Жюля Сильвена Зеллера, правнучка историка-медиевиста Ашиля Люшера, внучка историка-итальяниста и драматурга Жюльена Люшера (в пьесе которого «На высоте 3 200 метров», написанной специально для неё, она под псевдонимом Роз Давель в 1937 году дебютировала на парижской сцене)  и, наконец, дочь короля французской прессы между двумя войнами Жана Люшера,  расстрелянного в 1946 году  за коллаборационизм.
Сделала стремительную карьеру в кино 1930-х годов, снималась с Мишелем Симоном, Даниэль Дарьё, Симоной Симон, дружила с Сергеем Лифарем, Жаном Жироду, Шарлем Трене, вела бурную любовную жизнь, среди много прочего была подругой Отто Абеца. Взлёт был оборван туберкулёзом и вынужденным долгим пребыванием в санаториях, а после войны - десятилетним запретом на профессию в связи с коллаборационистскими связями её отца и её самой.
Оставила мемуары «Моя странная жизнь» (1949), которые выдержали к 2000-м годам несколько переизданий, переведены на японский язык. Скончалась от туберкулёза.

## Фильмография
- 1935 :  Les Beaux Jours de Marc Allégret.
- 1937 :  Le Chanteur de minuit de Léo Joannon.
- 1938 :  Conflit de Léonide Moguy.
- 1938 :  Prison sans barreaux de Léonide Moguy.
- 1938 :  Prison without bars de Brian Desmond Hurst - - version anglaise du film précédent -
- 1939 :  Последний поворот de Pierre Chenal.
- 1939 :  Le Déserteur de Léonide Moguy.
- 1939 :  Cavalcade d'amour de Raymond Bernard.
- 1940 :  L'Intruse - (Abbandono) de Mario Mattoli.

## Посмертная судьба
О ней снят документальный фильм Кароль Врона Corinne L., une éclaboussure de l'Histoire (2008, ). Она - среди героев французской документальной ленты Оккупация без отмены спектаклей -  артисты в годы войны (2010, ).